# The Supremes A' Go-Go
The Supremes A' Go-Go è un album del gruppo musicale femminile R&B statunitense The Supremes, pubblicato nel 1966 dalla Motown Records.

## Tracce
1. Love Is Like an Itching In My Heart (Holland-Dozier-Holland)
2. This Old Heart of Mine (Is Weak for You), (Holland-Dozier-Holland, Sylvia Moy)
3. You Can't Hurry Love (Holland-Dozier-Holland)
4. Shake Me, Wake Me (When It's Over) (Holland-Dozier-Holland)
5. Baby I Need Your Loving (Holland-Dozier-Holland)
6. These Boots Are Made for Walkin' (Lee Hazlewood)
7. I Can't Help Myself (Sugar Pie Honey Bunch) (Holland-Dozier-Holland)
8. Get Ready (Smokey Robinson)
9. Put Yourself in My Place (Holland-Dozier-Holland, John Thornton)
10. Money (That's What I Want) (Berry Gordy, Jr., Janie Bradford)
11. Come and Get These Memories (Holland-Dozier-Holland)
12. Hang on Sloopy (Wes Farrell, Bert Russell)

## Singoli
- Love is Like an Itching in My Heart/He's All I Got (Motown 1094, 1966)
- You Can't Hurry Love/Put Yourself in My Place (Motown 1097, 1966)

## Classifiche
| Classifica(1966)           | Posizione più alta |
| Billboard 200              | 1                  |
| Billboard R&B Albums Chart | 1                  |
| Album Chart                | 15                 |